# Ralf Schumann
Ralf Schumann (n. 10 iunie 1962, Meißen, Saxonia, Germania) este un trăgător de tir ce a reprezentat Republica Democrată Germană, medaliat olimpic. A participat la 7 ediții ale Jocurilor Olimpice (1988, 1992, 1996, 2000, 2004, 2008, 2012) în care a câștigat 3 medalii de aur și două medalii de argint.